# Scaphisoma mimicum
Espèce
Scaphisoma mimicum est une espèce de coléoptères de la famille des Staphylinidae et de la sous-famille des Scaphidiinae.

## Répartition et habitat
Cette espèce est décrite du Bengale-Occidental et du Meghalaya, dans le nord-est de l'Inde.